# Öresundspelen
Öresundsspelen är en av Nordens största ungdomstävlingar i friidrott. 
Tävlingen, som är öppen för alla från 10 år till seniorer, har anordnats årligen sedan 1962 och hålls på Hedens Idrottsplats i Helsingborg  i juli. Tävlingen arrangeras av IFK Helsingborg. Under tre intensiva tävlingsdagar gör cirka 2000 deltagare tillsammans 3000 starter. De flesta tävlande kommer från Sverige men det kommer också många deltagare från övriga Norden och Europa normalt deltar 10–12 nationer.